# Domäne Stolzenau/Leese
Die Domäne Stolzenau/Leese ist ein Naturschutzgebiet in der niedersächsischen Gemeinde Leese in der Samtgemeinde Mittelweser im Landkreis Nienburg/Weser.

## Allgemeines
Das Naturschutzgebiet mit dem Kennzeichen NSG HA 176 ist circa 291 Hektar groß. Es ist größtenteils Bestandteil des FFH-Gebietes „Teichfledermaus-Gewässer im Raum Nienburg“ und des EU-Vogelschutzgebietes „Wesertalaue bei Landesbergen“. Das Gebiet steht seit dem 18. Dezember 1997 unter Naturschutz. Es war zunächst circa 248 Hektar groß und wurde zum 20. September 2018 um weitere Flächen im Norden auf seine heutige Größe erweitert. Das Gebiet wird vom Nienburger Kreisverband des Naturschutzbundes Deutschland betreut. Zuständige untere Naturschutzbehörde ist der Landkreis Nienburg/Weser.

## Beschreibung

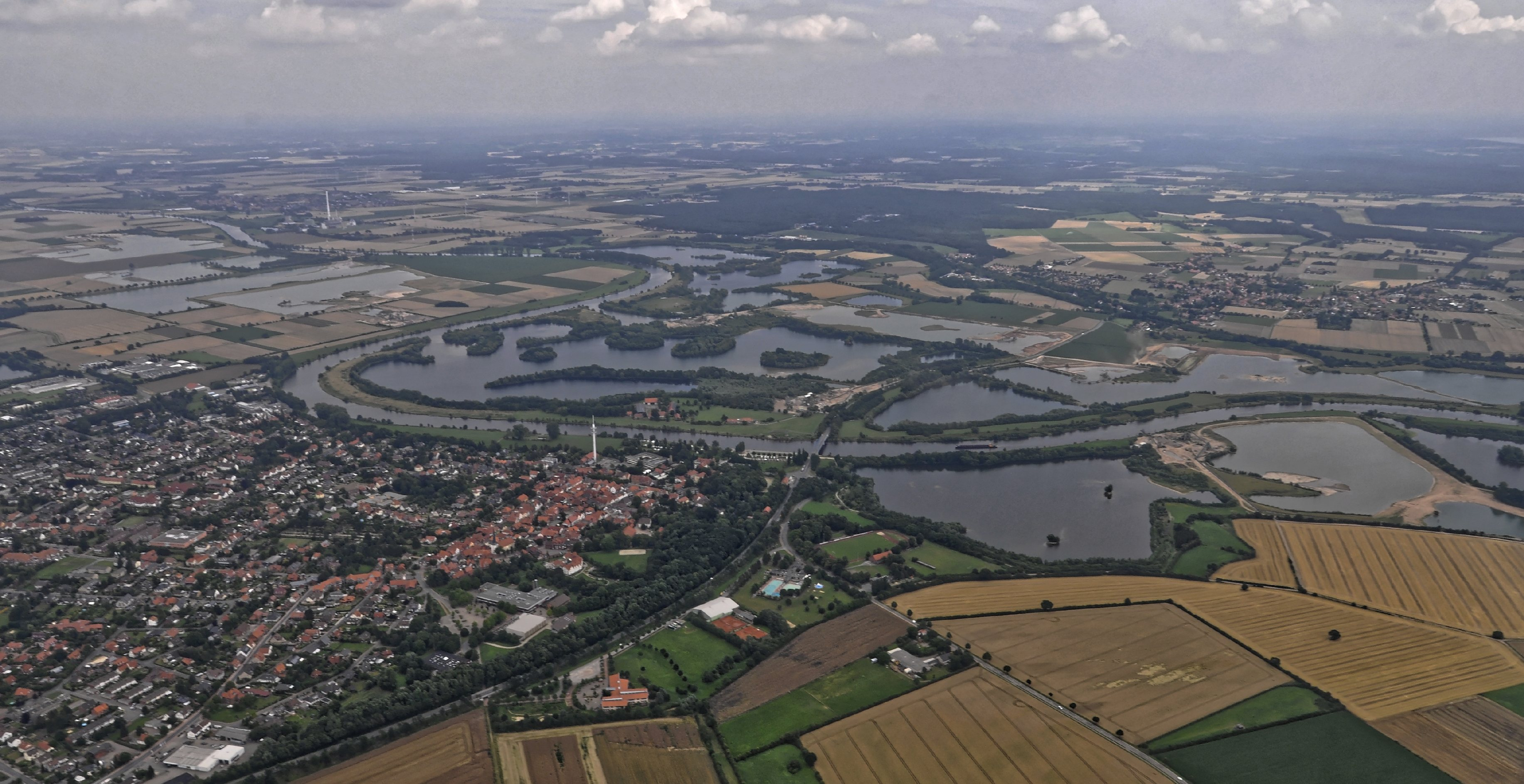
Das Naturschutzgebiet Domäne Stolzenau/Leese

Das Naturschutzgebiet liegt südwestlich von Nienburg in einer Weserschleife zwischen Stolzenau und Leese. Es stellt eine durch Auskiesung entstandene Seenlandschaft mit mehreren Inseln im Überschwemmungsgebiet der Weser unter Schutz. Im Norden und Westen grenzt das Naturschutzgebiet an die Weser, im Süden an die hier gemeinsam verlaufenden Bundesstraßen 215 und 441.
Östlich des Naturschutzgebietes wird weiter Kies abgebaut. Betriebsflächen wie eine Verladeanlage für den Abtransport des gewonnenen Kieses per Schiff und eine Spülsandfläche liegen teilweise innerhalb der Grenzen des Naturschutzgebietes. Kleine Bereiche innerhalb des Schutzgebietes werden landwirtschaftlich genutzt. Die Kiesteiche werden nur teilweise für die Fischerei genutzt, teilweise sind sie gesperrt.
Durch die Unterschutzstellung soll sich die Landschaft zu einem naturnahen Stillgewässer-Ökosystem mit amphibischen Zonen, Röhrichtgürteln, Hochstaudenfluren, Gehölzen und Grünland entwickeln. Auf Teilen der Landflächen im Schutzgebiet solle ein Auwald entwickelt werden. Besondere Bedeutung hat das Schutzgebiet auch aufgrund seiner Nähe zum nur wenige Kilometer südlich liegenden „Naturschutzgebiet Staustufe Schlüsselburg“.
Der Weserradweg führt am Naturschutzgebiet vorbei.